# William Cohn (Politiker)
William Cohn (* 26. April 1866 in Treptow an der Tollense; † 25. Februar 1943 in Berlin) war ein deutscher Kaufmann und Politiker (DDP).

## Leben
William Cohn gehörte einer jüdischen Familie an, besuchte das Realgymnasium in Bützow und machte anschließend eine Kaufmannslehre. Seit 1898 betrieb er in Rostock die Getreidegroßhandlung William Cohn Getreide Im- und Export. Von 1903 bis 1920 war er im Vorstand der Rostocker Kaufmannschaft, deren Mitglied er seit 1900 war. Er war auch Vorsitzender der Vereinigung der Baltischen Getreideexporteure. Ab Ende August 1910 war er Konsul für Chile mit Sitz in Rostock. Ende November 1918 war er gemeinsam u. a. mit Friedrich Carl Witte, Richard Siegmann und Hans Winterstein Mitgründer der Rostocker Ortsgruppe der DDP. 1919/20 war er für die DDP und den Wahlkreis Rostock-Doberan Mitglied des Verfassunggebenden Landtags von Mecklenburg-Schwerin.
Im Januar 1919 bewarb sich Cohn als Kurator bei der Gesellschaft der Freunde und Förderer der Universität Rostock.  Seine angestrebte Anerkennung mit dem Titel des Kommerzienrates wurde durch das Ministerium abgelehnt und er verlangte anschließend zwei Drittel seiner gespendeten 30.000 M zurück. Wahrscheinlich ist, dass er mit diesem Geld die spätere Stiftung finanzierte. Denn Ende 1919 stiftete er mit seiner Ehefrau im Rahmen der 500-Jahr-Feier der Universität Rostock 25.000 Mark. Dieses Stipendium sollte Studentinnen helfen und war nach seiner kurz vorher verstorbenen Tochter Margarete benannt. Dafür ernannte ihn die Universität Rostock u. a. gemeinsam mit Leo Glaser zu ihrem Ehrenmitglied.
Um die Mitte der 1920er Jahre siedelte Cohn nach Berlin über und führte sein Geschäft dort fort. Nach der Machtübernahme der Nationalsozialisten wurde dieses wohl schon recht bald geschlossen. In der Reichspogromnacht wurde Cohn im KZ Sachsenhausen inhaftiert und am 29. November 1938 wieder entlassen. Er nahm sich am 25. Februar 1943 in Berlin das Leben.